# 環境部 (中華民国)
環境部（かんきょうぶ）は中華民国の行政院に属す環境に関する業務全般を担当する官庁。日本の環境省に相当する。

## 沿革
1947年、台湾省政府の成立に伴い、「衛生局」を拡充して「衛生処」を整備、公害地浅くと環境改善指導を担当する行政組織が誕生したのが「環境保護署」の前身である。1955年に衛生処は「台湾省環境衛生実験所」を設立し、上下水道及びゴミ問題、水質管理、大気汚染、放射能汚染及び騒音問題等、環境に関する内容の調査、研究、監督を担当するようになった。また産業界では、1970年2月には「経済部工業局」が設立され、第7組が工業排水、排気問題を担当するようになった。
1971年3月、行政院衛生署が成立し、その下に「環境衛生処」が設けられた。初期に処長に任じられた許整備、荘進源により、公共施設及び食品加工工場の衛生指導及び、廃棄物処理等の指導及び監督を行うと同時に、殺虫剤や各種公害問題の研究、指導を行うようになった。同時期に経済部でも「水資源統一規画委員会」が設置され、水質汚染の防止と対策を担当するようになった。
1979年4月、環境問題への関心が高まる中、行政院は「台湾地区環境保護方案」を策定し、環境保護を行政が組織的に行う方針を確認し、それに伴い1982年1月、「行政院衛生署環境衛生処」は「環境保護局」へと昇格し、荘進源が局中央に任命された。これにより「環境衛生処」が担当していた空気汚染及び環境衛生行政以外に、経済部が担当していた水質汚染問題、「警政署」が担当した交通騒音問題をも担当することとなり、同時に環境アセスメント、廃棄物及び毒性物質の管理業務を担当するようになった。1987年8月22日、「環境保護局」は
「環境保護署」と改称された。2023年8月22日、環境部へと昇格し現在に至っている。

## 組織
- 環境部長
- 環境部次長（政務次長2名、常務次長1名）
- 主任秘書

### 内部部局
- 総合計画司
- 環境保護司
- 大気環境司
- 水質保護司
- 監測情報司
- 秘書処
- 人事処
- 会計処
- 統計処
- 法制処
- 政風処

## 歴代の長

### 歴代環保署長
|      | 姓名   | 着任日         | 退任日         |
| ---- | ------ | -------------- | -------------- |
| 1    | 簡又新 | 1987年8月22日  | 1991年5月31日  |
| 2    | 趙少康 | 1991年6月1日   | 1992年11月18日 |
| 3    | 張隆盛 | 1992年11月19日 | 1996年6月9日   |
| 4    | 蔡勲雄 | 1996年6月10日  | 2000年5月19日  |
| 5    | 林俊義 | 2000年5月20日  | 2001年3月6日   |
| 6    | 郝龍斌 | 2001年3月7日   | 2003年10月6日  |
| 代理 | 張祖恩 | 2003年10月7日  | 2003年10月22日 |
| 7    | 張祖恩 | 2003年10月23日 | 2005年4月25日  |
| 代理 | 蔡丁貴 | 2005年4月25日  | 2005年6月7日   |
| 8    | 張国龍 | 2005年6月8日   | 2007年5月20日  |
| 9    | 陳重信 | 2007年5月20日  | 2008年5月20日  |
| 10   | 沈世宏 | 2008年5月20日  | 2014年3月2日   |
| 11   | 魏國彥 | 2014年3月3日   | 2016年5月19日  |
| 12   | 李應元 | 2016年5月20日  | 2018年12月3日  |
| 13   | 張子敬 | 2019年1月14日  | 2023年8月21日  |

### 環境部部長
|   | 氏名   | 着任日        | 退任日 |
| - | ------ | ------------- | ------ |
| 1 | 薛富盛 | 2023年8月22日 | 現任   |